# Alma y vida (obra de teatro)
Alma y vida es una obra de teatro en cuatro actos y un prólogo, escrita por Benito Pérez Galdós y estrenada en el Teatro Español de Madrid el 9 de abril de 1902.

## Argumento
Ambientada en el siglo XVIII, la rica hacendada Doña Laura, duquesa de Ruydíaz vive enclaustrada en sus posesiones a causa de su salud quebradiza. Su hacienda la gestiona el tiránico don Dámaso Monegro que no duda en aprovechar la situación en su propio beneficio. La situación da un vuelco cuando los vasallos de las fincas, encabezados por el aguerrido Juan Pablo Cienfuegos claman por mejoras en situación. El enfrentamiento entre Monegro y Cienfuegos deriva en la previsible condena por los jueces del segundo. Sin embargo, Laura queda fascinada por el arrojo y la pasión de Juan Pablo y decide acometer cambios en la administración de la hacienda. Sin embargo, su mala salud se precipita y muere al final de la obra.

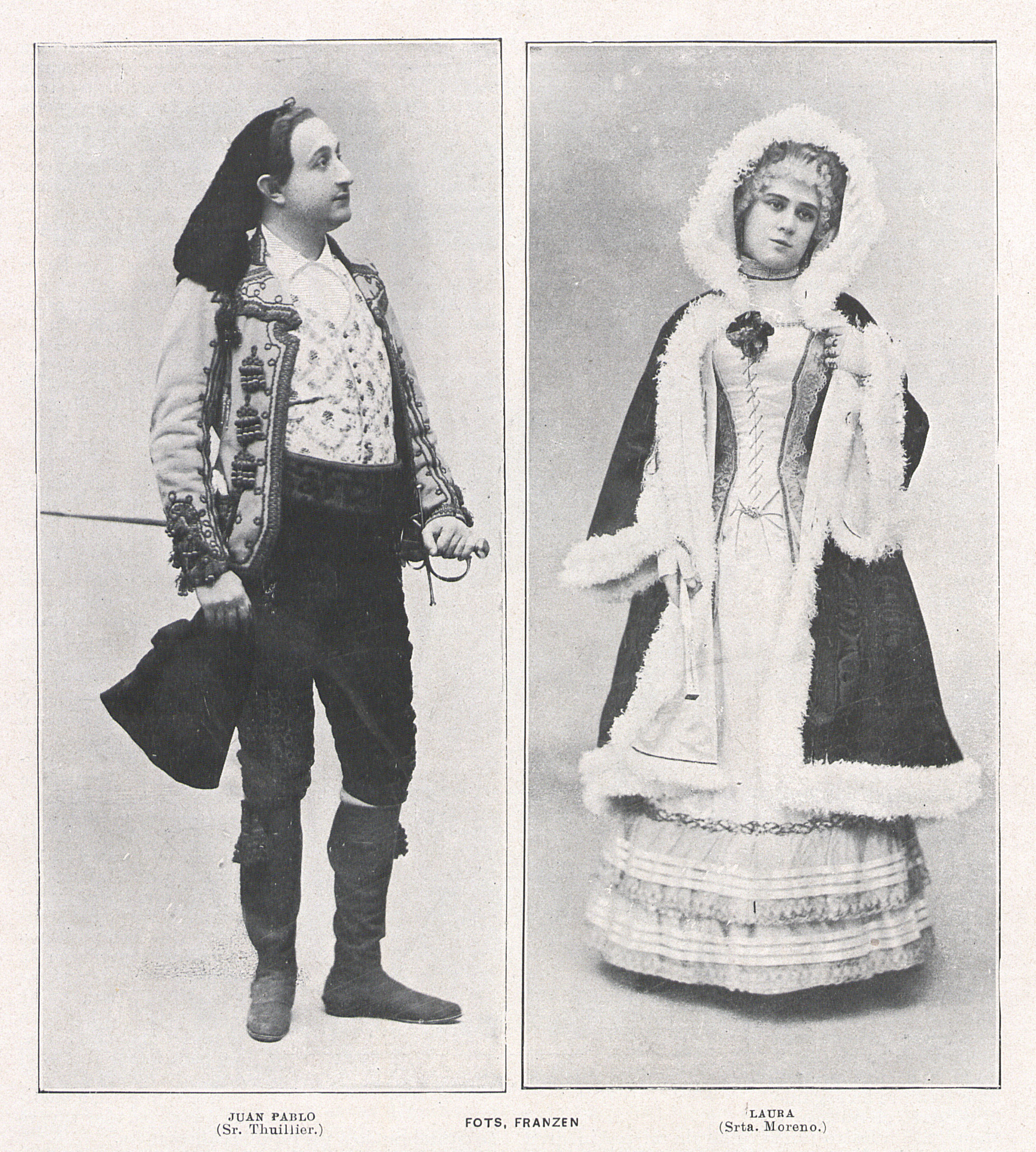
Thuillier y Moreno
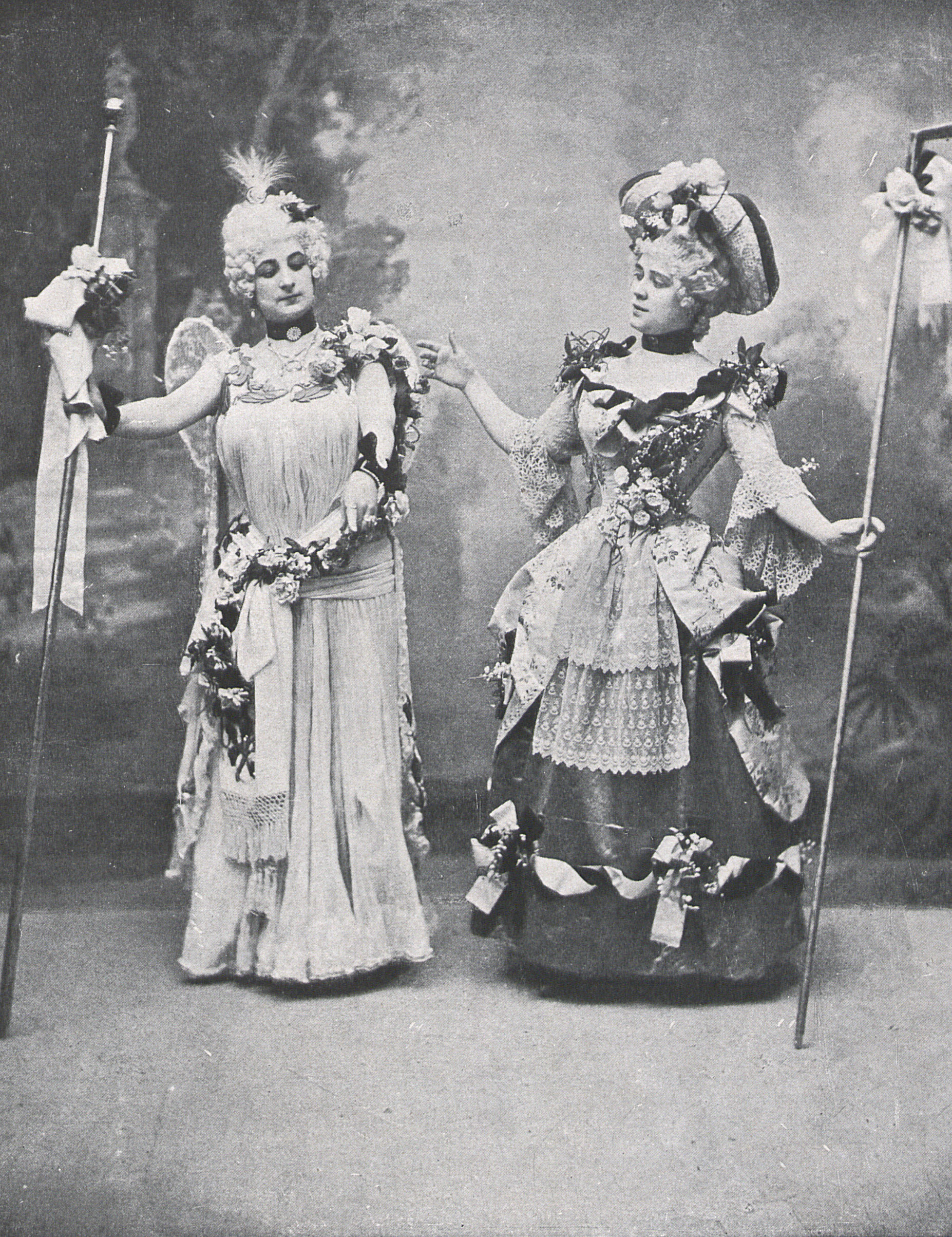
Ferri y Moreno (acto ii)
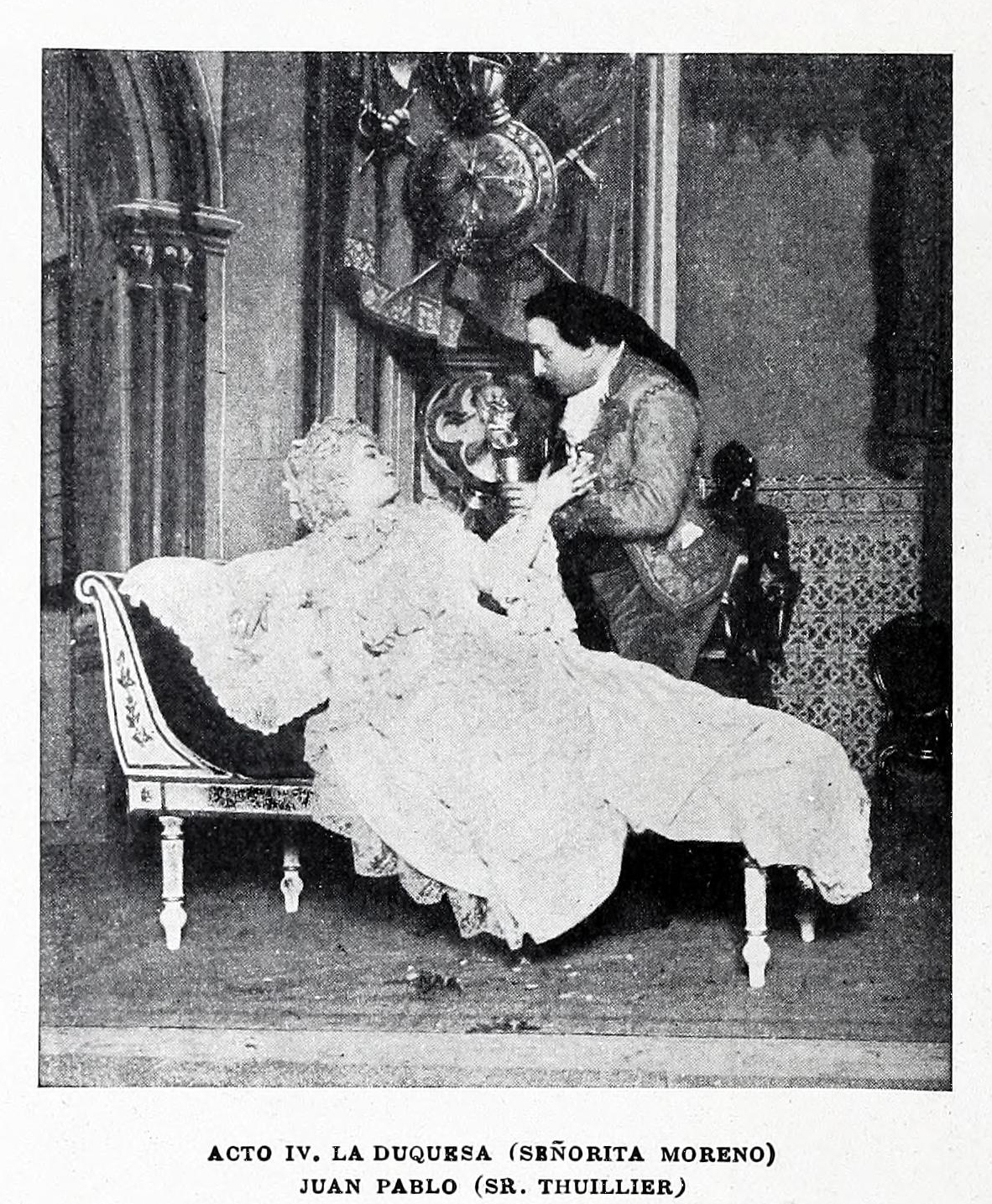
Thuillier y Moreno (acto iv)
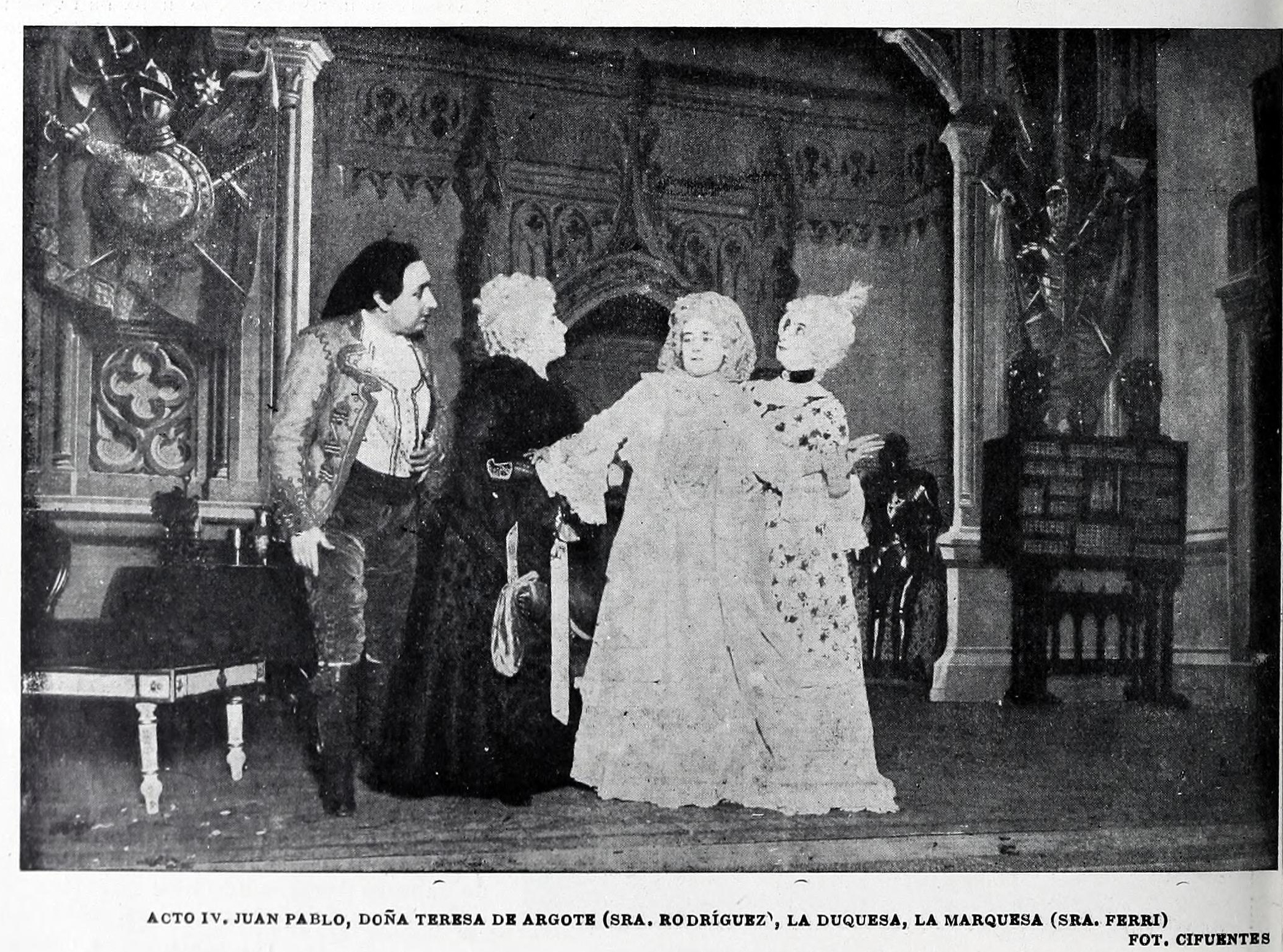
Thuillier, Rodríguez, Moreno y Ferri (acto iv)

## Elenco
- Estreno, 1902. Intérpretes: Matilde Moreno (Laura), Emilio Thuillier (Juan Pablo), Josefina Blanco, Sra. Álvarez, Sra. Ferri, Sr. Manso, Sr. Rausel.